# Masdevallia eucharis
Masdevallia eucharis är en orkidéart som beskrevs av Carlyle August Luer. Masdevallia eucharis ingår i släktet Masdevallia och familjen orkidéer. Inga underarter finns listade i Catalogue of Life.